# 2012-es Guangzhou International Women’s Open
A 2012-es Guangzhou International Women’s Open női tenisztornát a kínai Kantonban rendezték meg 2012. szeptember 17. és 22. között. A verseny International kategóriájú volt. A mérkőzéseket kemény borítású pályákon játszották, 2012-ben kilencedik alkalommal.

## Győztesek
Egyéniben a tornagyőzelmet a tajvani Hszie Su-vej (Xie Shuwei) szerezte meg, miután a közel három órás fináléban 6–3, 5–7, 6–4-re felülmúlta a brit Laura Robsont. Hszie (Xie) pályafutása második egyéni diadalát aratta, az elsőt 2012 elején Kuala Lumpurban szerezte meg. Az 1990-es években aktív, és hat győzelmet elérő Vang Sze-ting (Wang Siting) után második tajvaniként sikerült WTA-tornát nyernie egyéniben.
A párosok viadalát a Tamarine Tanasugarn–Csang Suaj (Zhang Shuai)-kettős nyerte meg, a döntőben 2–6, 6–2, [10–8]-ra legyőzve az első kiemelt Jarmila Gajdošová–Monica Niculescu-duót. A thaiföldi és a kínai játékos első közös tornáját nyerte meg, összességében Tanasugarnnak ez volt karrierje nyolcadik páros diadala, míg Csang (Zhang)nak a harmadik.

## Döntők

### Egyéni
Hszie Su-vej (Xie Shuwei) –  Laura Robson 6–3, 5–7, 6–4

### Páros
Tamarine Tanasugarn /  Csang Suaj (Zhang Shuai) –  Jarmila Gajdošová /  Monica Niculescu 2–6, 6–2, [10–8]

## Világranglistapontok
| Eredmény           | Egyéni | Páros |
| ------------------ | ------ | ----- |
| Győzelem           | 280    | 280   |
| Döntő              | 200    | 200   |
| Elődöntő           | 130    | 130   |
| Negyeddöntő        | 70     | 70    |
| 16 között          | 30     | 1     |
| 32 között          | 1      | –     |
| Főtáblára jutás    | 16     | –     |
| Selejtező (döntő)  | 10     | –     |
| Selejtező (2. kör) | 6      | –     |
| Selejtező (1. kör) | 1      | –     |

## Pénzdíjazás
A torna összdíjazása a többi International versenyhez hasonlóan 220 000 amerikai dollár volt. Az egyéni bajnok 37 000 dollárt, a győztes páros együttesen 11 000 dollárt kapott.
| Eredmény           | Egyéni   | Páros    |
| ------------------ | -------- | -------- |
| Győzelem           | 37 000 $ | 11 000 $ |
| Döntő              | 19 000 $ | 5750 $   |
| Elődöntő           | 10 200 $ | 3100 $   |
| Negyeddöntő        | 5340 $   | 1650 $   |
| 16 között          | 2950 $   | 860 $    |
| 32 között          | 1725 $   | –        |
| Selejtező (döntő)  | 860 $    | –        |
| Selejtező (2. kör) | 460 $    | –        |
| Selejtező (1. kör) | 265 $    | –        |